# KK Radnik Križevci
KK Radnik je hrvatski košarkaški klub iz Križevaca. Košarkaški klub osnovan je 1971. godine. Sve ovo vrijeme aktivno djeluje i okuplja veliki broj mladih Križevčana i klub je sastavljen od domaćih igrača. Klub se natječe u A2 ligi, trećem rangu hrvatske košarke.
Osim muške ekipe i mlađih uzrasta, također je ustrojen i osnovan Ženski košarkaški klub Radnik koji bilježi sjajne rezultate. Seniorsku ekipu vodi trener Tomislav Matoić, a djevojke vodi trener Saša Šikić.

## Najpoznatiji igrači i treneri
- Marko Tomas[1][2]
- Ivan Svoboda
- Tomislav Matoić
- Ivan Tomas
- Ante Tomas